# Temagami
Temagami är en kommun och ort i Kanada.   Den ligger i provinsen Ontario, i den sydöstra delen av landet, 400 km nordväst om huvudstaden Ottawa. Temagami ligger 302 meter över havet och antalet invånare är 840.